# Etiópiai asztrild
Az etiópiai asztrild (Estrilda ochrogaster) a madarak osztályának, verébalakúak (Passeriformes) rendjébe, ezen belül a díszpintyfélék (Estrildidae) családjába tartozó faj.

## Rendszerezése
A fajt Tommaso Salvadori olasz ornitológus írta le 1897-ben.

## Előfordulása
Kelet-Afrikában, Dél-Szudán és Etiópia területén honos.

## Természetvédelmi helyzete
A Természetvédelmi Világszövetség Vörös listáján nem szerepel.